# Alejandro Morera Soto
Pour les articles homonymes, voir Morera et Soto.
 (octobre 2014).
Si vous disposez d'ouvrages ou d'articles de référence ou si vous connaissez des sites web de qualité traitant du thème abordé ici, merci de compléter l'article en donnant les références utiles à sa vérifiabilité et en les liant à la section « Notes et références ».
Alejandro Morera Soto, né le 14 juillet 1909 à Alajuela (Costa Rica) et mort le 26 mars 1995 dans la même localité, est un footballeur international costaricien des années 1930 et 1940 qui jouait au poste d'attaquant. Il s'est ensuite consacré à la politique.
Le Stade Alejandro Morera Soto porte son nom.

## Biographie

### Clubs
Alejandro Morera Soto effectue une bonne partie de sa carrière avec le club Liga Deportiva Alajuelense au Costa Rica, club où il se forme et où il joue à divers moments.
Il est considéré comme étant un des joueurs les plus talentueux de son pays. C'est un attaquant rapide et habile connu au Mexique comme le « Magicien du ballon » ou le « Phénomène costaricien » lorsqu'il débarque au FC Barcelone en 1933.
En 1925, âgé de 16 ans, il débute avec LD Alajuelense en première division du Costa Rica. Très vite, il se fait remarquer ce qui lui ouvre les portes du football international, d'abord à Cuba au Centro Gallego (1927) puis en Espagne dans les années 1930.
En 1928, il remporte avec LD Alajuelense son premier championnat national inscrivant quatre buts lors du dernier match face au CS Herediano. Il est le meilleur buteur du championnat avec 26 buts. Il réalise des tournées avec son club au Mexique (1931) et au Pérou (1932) ce qui lui vaut de nombreux éloges.
En février 1933, il est invité avec son compatriote Ricardo Saprissa à faire un essai à l'Espanyol de Barcelone. L'Espanyol ne le recrute pas mais le FC Barcelone lui offre un contrat de trois ans. Il débute avec le Barça le 30 mai 1933 face au CD Tenerife en marquant deux buts (victoire 4 à 2 du Barça).
Il marque un but mémorable en novembre 1933 face au Real Madrid dont le gardien est le célèbre Ricardo Zamora, considéré comme un des meilleurs gardiens européens.
La saison 1933-1934 est la meilleure d'Alejandro Morera : il joue 41 matchs et marque 43 buts. La saison suivante, il marque 12 buts en 24 matchs. Il remporte le championnat de Catalogne avec Barcelone en 1934. Avec le FC Barcelone, il joue un total de 76 matchs et marque 63 buts. Avec Mario Cabanes et Elemér Berkessy, il forme l'attaque connue comme celle des "Trois Mousquetaires blaugranas" 
En 1935, il est transféré à l'Hércules d'Alicante.
En 1936, il joue en France au Havre AC. La même année, il retourne au Costa Rica pour jouer avec la LD Alajuelense. Il remporte ainsi les championnats de 1939, 1941 et 1945. Son dernier match eut lieu le 6 avril 1947. Il devient ensuite entraîneur jusqu'en mars 1949.

### Équipe nationale
Alejandro Morera joue avec l'équipe du Costa Rica.

### Carrière politique
Une fois retiré du monde du sport, il devient membre de la chambre législative du Costa Rica, comme représentant de la province d'Alajuela (1958-1962). Il est aussi maire et gouverneur (1966-1970).
Il décède en 1995 d'une mort naturelle de vieillesse.

## Palmarès
Avec le FC Barcelone :
- Champion de Catalogne en 1934

Avec le LD Alajuelense :
- Champion du Costa Rica en 1928, 1939, 1941 et 1945